# Улица Константина Тюрнпу
Улица Константи́на Тю́рнпу (эст. Konstantin Türnpu tänav) — улица в Таллине, столице Эстонии.

## География
Находится в микрорайоне Торупилли, район Кесклинн. Начинается от Тартуского шоссе, пересекает улицы Юхана Кундера и Лаагна и заканчивается на перекрёстке с улицей Юри Вильмса.
Протяжённость — 389 метров.

## История
Улица получила своё название 26 октября 1932 года в честь эстонского композитора и хорового дирижёра Константина Тюрнпу (1865–1926).

## Общественный транспорт
По улице курсирует городской автобус маршрута № 67.

## Застройка

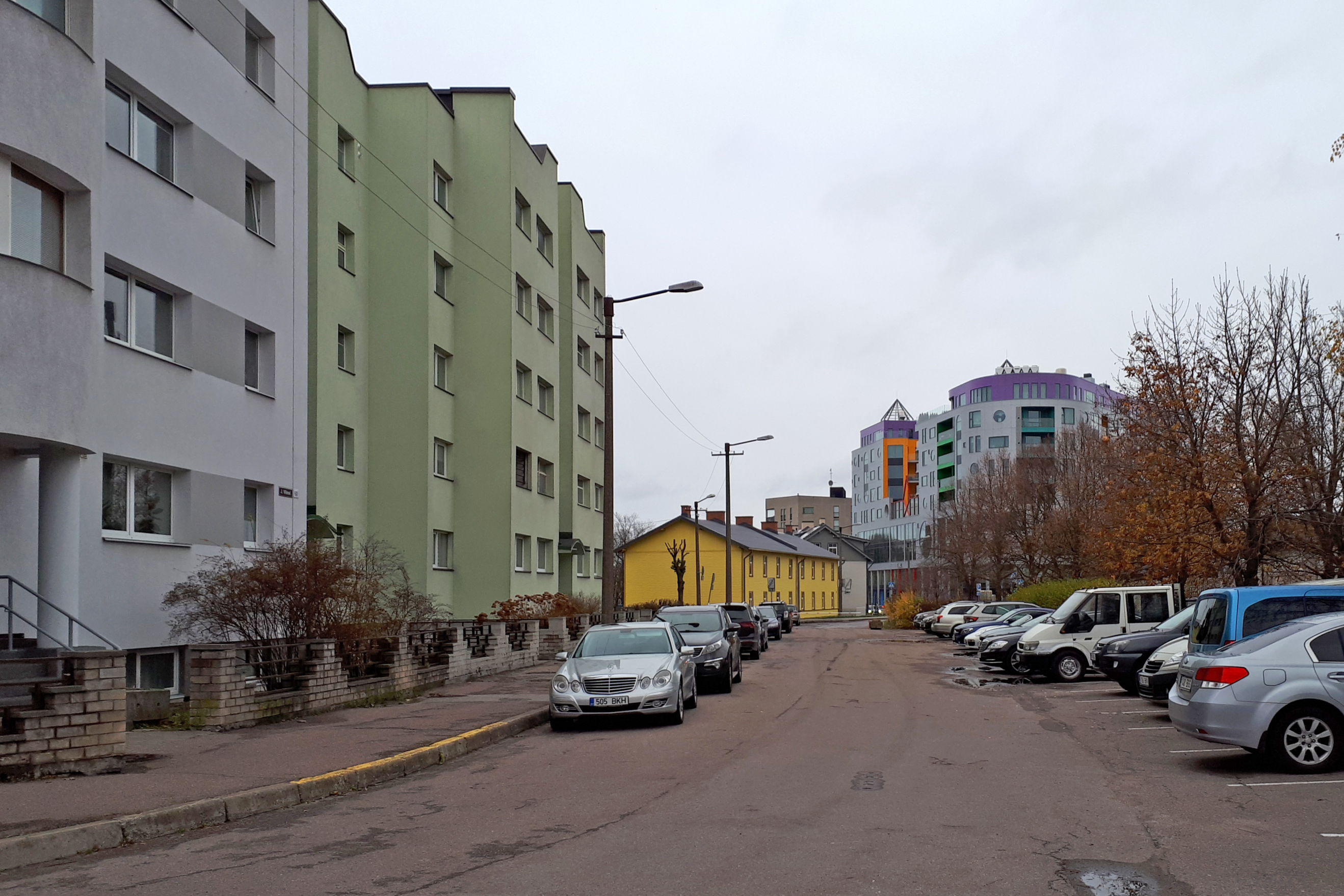
Конечный отрезок улицы К. Тюрнпу. Адреса домов слева — ул. Ю. Вильмса

Улица имеет специфичную нумерацию расположенных вдоль неё объектов недвижимости. Начало улицы построено в виде бульвара, и дома по её чётной стороне имеют адрес ул. Й. Капелли. Дома, расположенные вдоль улицы Тюрнпу после улицы Лаагна имеют адрес ул. Юри Вильмса.
Застройка улицы К. Тюрнпуу относится к 1930—1940 годам, и этот почтовый и регистровый адрес имеют только пять строений:
- дом 3 — трёхэтажный деревянный жилой дом, построен в 1940 году;
- дом 5 — трёхэтажный деревянный жилой дом, построен в 1932 году;
- дом 7 — трёхэтажный деревянный жилой дом, построен в 1940 году;
- дом 9 — трёхэтажный деревянный жилой дом, построен в 1940 году;
- дом 11 — трёхэтажный деревянный жилой дом 1932 года постройки;
- дом 13 — четырёхэтажный деревянный жилой дом 1940 года постройки.